# Young Munster Rugby Football Club
Maillots
 Young Munster RFC  est un club de rugby à XV irlandais basé dans la ville de Limerick en Irlande qui évolue dans le championnat irlandais de Deuxième Division.
Le club est affilié à la fédération du Munster et ses joueurs peuvent être sélectionnés pour l’équipe représentative de la région, Munster Rugby.

## Histoire
Fondé en 1895, Young Munster est le troisième plus ancien club de Limerick après Garryowen Football Club et Shannon RFC. Son palmarès est relativement modeste par rapport à ses aînés.

## Palmarès
- Championnat d'Irlande (1) : 1993
- All Ireland Bateman Cup (1) : 1928
- Munster Senior League : 1930, 1944, 1952, 1996
  - Finaliste : 1951, 1980, 1981, 1987
- Munster Senior Cup (6) : 1928, 1930, 1938, 1980, 1984, 1990
  - Finaliste (17) : 1929, 1947, 1948, 1964, 1971, 1979, 1982, 1991, 1992, 1993, 1994, 1995, 1997, 1998, 2000, 2001, 2002
- Munster Junior Cup : 1911, 1922, 1927, 1959, 1960, 1999
  - Finaliste : 1963

## Joueurs célèbres
- Ter Casey
- Tom Clifford
- Peter Clohessy
- Ger Earls
- John Fitzgerald
- Rob Henderson
- Mike Mullins
- Paul O'Connell
- Danagher Sheehan

 Lions britanniques et irlandais